# Earl Cowper

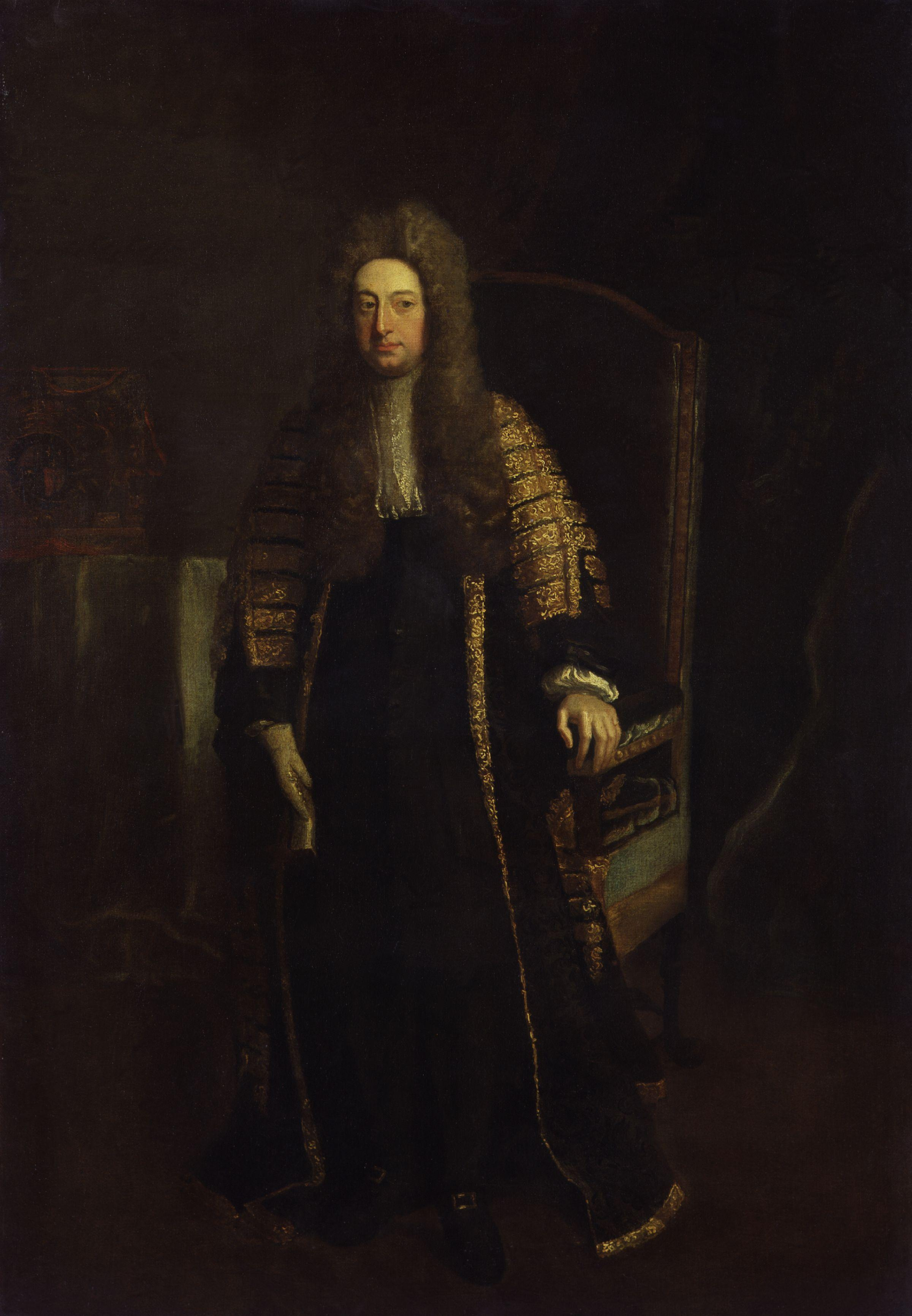
William Cowper, 1. Earl Cowper

Earl Cowper war ein erblicher britischer Adelstitel in der Peerage of Great Britain.

## Verleihung und nachgeordnete Titel
Der Titel wurde am 18. März 1718 von König Georg I. für den Lordkanzler William Cowper, 1. Baron Cowper geschaffen, zusammen mit dem nachgeordneten Titel Viscount Fordwich in the County of Kent.
Bereits am 14. Dezember 1706 war ihm in der Peerage of England der Titel Baron Cowper, of Wingham in the County of Kent, verliehen worden. Zudem hatte er 1723 von seinem Vater den am 4. März 1642 in der Baronetage of England geschaffenen Titel Cowper Baronet, of Ratling Court in the County of Kent, geerbt.
Der 7. Earl erreichte am 31. Juli 1871, dass für ihn die einem seiner Vorfahren 1715 wegen Hochverrats aberkannten Titel 4. Lord Dingwall (geschaffen 1609 in der Peerage of Scotland) und 3. Baron Butler of Moore Park (geschaffen 1666 in der Peerage of England) wiederhergestellt wurden. Zudem erbte er 1880 von seiner Mutter auch den Titel 8. Baron Lucas, of Crudwell in the County of Wiltshire, der 1663 in der Peerage of England geschaffen worden war.
Beim Tod des 7. Earl erloschen die Titel Earl Cowper, Viscount Fordwich, Baron Cowper und Cowper Baronet. Der Titel Baron Butler fiel in Abeyance, die Titel Baron Lucas und Lord Dingwall fielen an dessen Neffen Auberon Herbert als 9. Baron Lucas und 5. Lord Dingwall.

## Earls Cowper (1718)
- William Cowper, 1. Earl Cowper (1665–1723)
- William Clavering-Cowper, 2. Earl Cowper (1709–1764)
- George Clavering-Cowper, 3. Earl Cowper (1738–1789)
- George Clavering-Cowper, 4. Earl Cowper (1776–1799)
- Peter Clavering-Cowper, 5. Earl Cowper (1778–1837)
- George Cowper, 6. Earl Cowper (1806–1856)
- Francis Cowper, 7. Earl Cowper (1834–1905)